# Tinamou de Bartlett
Crypturellus bartletti
Espèce
Statut de conservation UICN

 LC  : Préoccupation mineure
Le Tinamou de Bartlett (Crypturellus bartletti) est une espèce d'oiseaux de la famille des Tinamidae.

## Taxinomie
Deux noms portugais alternatifs de cette espèce : inambu-anhangaí et inambu-de-bico-curto « tinamou à bec court ».

## Répartition
Cet oiseau vit dans l'ouest de l'Amazonie (Brésil, Bolivie, Pérou et Équateur).